# Басфилд (Мисисипи)
Басфилд (енгл. Bassfield) град је у америчкој савезној држави Мисисипи.

## Демографија
По попису из 2010. године број становника је 254, што је 61 (-19,4%) становника мање него 2000. године.
| Група             | 2000.       | 2010.       |
| Белци             | 202 (64,1%) | 150 (59,1%) |
| Афроамериканци    | 112 (35,6%) | 96 (37,8%)  |
| Азијати           | 0 (0,0%)    | 0 (0,0%)    |
| Хиспаноамериканци | 4 (1,3%)    | 7 (2,8%)    |
| Укупно            | 315         | 254         |